# Ib Eisner
Ib Eisner (19. maj 1925 i København – 7. april 2003 på Frederiksberg), var en dansk kunstmaler og far til Jeppe Eisner og Morten Eisner.
Eisner, der var søn af maskinarbejder Christian Alfred Eisner og Andrea Sofie Zøllner, blev uddannet fra Teknisk Skole og siden elev af Anton Hansen og Viggo Brandt. Han blev i 1945 optaget på Det Kongelige Danske Kunstakademi, hvor han læste hos Kræsten Iversen (1886-1955), Olaf Rude (1886-1957) og Aksel Jørgensen (1883-1957).
I de tidligere 1950'ere opdagede han karakteristiske motiver, som fik betydning for hele hans produktion. Han helligede sig motiver fra de umiddelbare omgivelser, bl.a. blev Dyrehavsbakken et motiv, der gik igen i hans værker. Andre motiver er Tivoli, Frederiksberg og Bornholm. Mange af Eisners billeder var stilleben, og mange af dem blev populære gennem reproduktion – det gælder bl.a. Ballonmanden (1955), Sankt Hansaften (1959) og Nymåne, Bakken (1964).
Ib Eisner er begravet på Solbjerg Parkkirkegård på Frederiksberg.